# Ramón G. Bonfil
Ramón Guillermo Bonfil Viveros (Tetepango, Hidalgo, 4 de febrero de 1905 - 30 de agosto de 1997) fue un educador y político mexicano. Participó en el proyecto de educación rural de la incipiente Secretaría de Educación Pública en la época posterior inmediata a la Revolución mexicana. En la política, promovió el bienestar y la educación de los campesinos.  

## Estudios y docencia
Se graduó en la Escuela Normal para Varones y realizó estudios en la Facultad de Leyes y en la Escuela de Altos Estudios del Estado de Querétaro. 
Fue maestro y director en escuelas de la Ciudad de México y del estado de Hidalgo, de la Escuela Normal de Río Verde de San Luis Potosí y de la Escuela Normal de Querétaro.  Fue nombrado director federal de Educación en los estados de Sonora, Jalisco y Yucatán.
Fue maestro en el Centro de Cooperación Regional para la Educación de Adultos en América Latina y el Caribe (Crefal) y visitador en la Argentina por parte de la Organización de los Estados Americanos. Después de impartir cátedra en la Escuela Nacional de Maestros, en la  Escuela Normal Superior y en el Instituto de Capacitación del Magisterio del Distrito Federal,  fue nombrado director general de Educación Normal por parte de la Secretaría de Educación Pública y, poco después, subsecretario de Educación Elemental y Normal.  Paralelamente fue secretario general de la Comisión Nacional del Libro de Texto Gratuito. Fue presidente de la Academia Mexicana de la Educación.

## Política
Incursionó en la política como miembro fundador de la Confederación Mexicana de Maestros, antecedente del Sindicato Nacional de Trabajadores de la Educación (SNTE). Fue secretario general de gobierno en el estado de Querétaro. Fue miembro fundador del Partido Nacional Revolucionario (PNR) y de la Confederación Nacional Campesina (CNC), de la cual llegó a ser oficial mayor. Fue promotor de las Ligas de Comunidades Agrarias. Fue diputado federal de la XXXIX Legislatura del Congreso de la Unión de México durante la presidencia de Manuel Ávila Camacho, participó en la modificación al artículo 3° constitucional.  Como ciudadano trabajó en la elaboración del Código Agrario.

## Obras publicadas
- Ensayos sobre educación rural
- La revolución agraria y la educación

## Premios y distinciones
- Medalla Manuel Gamio.
- Medalla Belisario Domínguez del Senado de la República.[5]
- El Sindicato Nacional de Trabajadores de la Educación (SNTE) ha promovido —desde 1995— bautizar una escuela rural con su nombre en cada entidad del país.